# 弗雷斯尼洛公司
弗雷斯尼洛（Fresnillo plc）是一家在英国注册成立的墨西哥贵金属矿业公司，总部位于墨西哥城。 它是世界上最大的原银开采商和墨西哥第二大金矿开采商。

## 历史
该公司曾是佩诺尔斯的全资子公司，2008年5月从该公司拆分，在伦敦证券交易所上市，同日在墨西哥证券交易所二次上市。

## 生产
该公司在墨西哥有三个金矿和银矿。就白银产量而言，其最大的矿山是位于薩卡特卡斯州弗雷斯尼洛市附近的Mina Proaño。另外两座位于杜蘭戈州的Cienega和索諾拉州的Herradura。
该公司表示计划利用首次公开募股筹集的资金将业务扩展到秘鲁和智利。